# Камені Карнаку

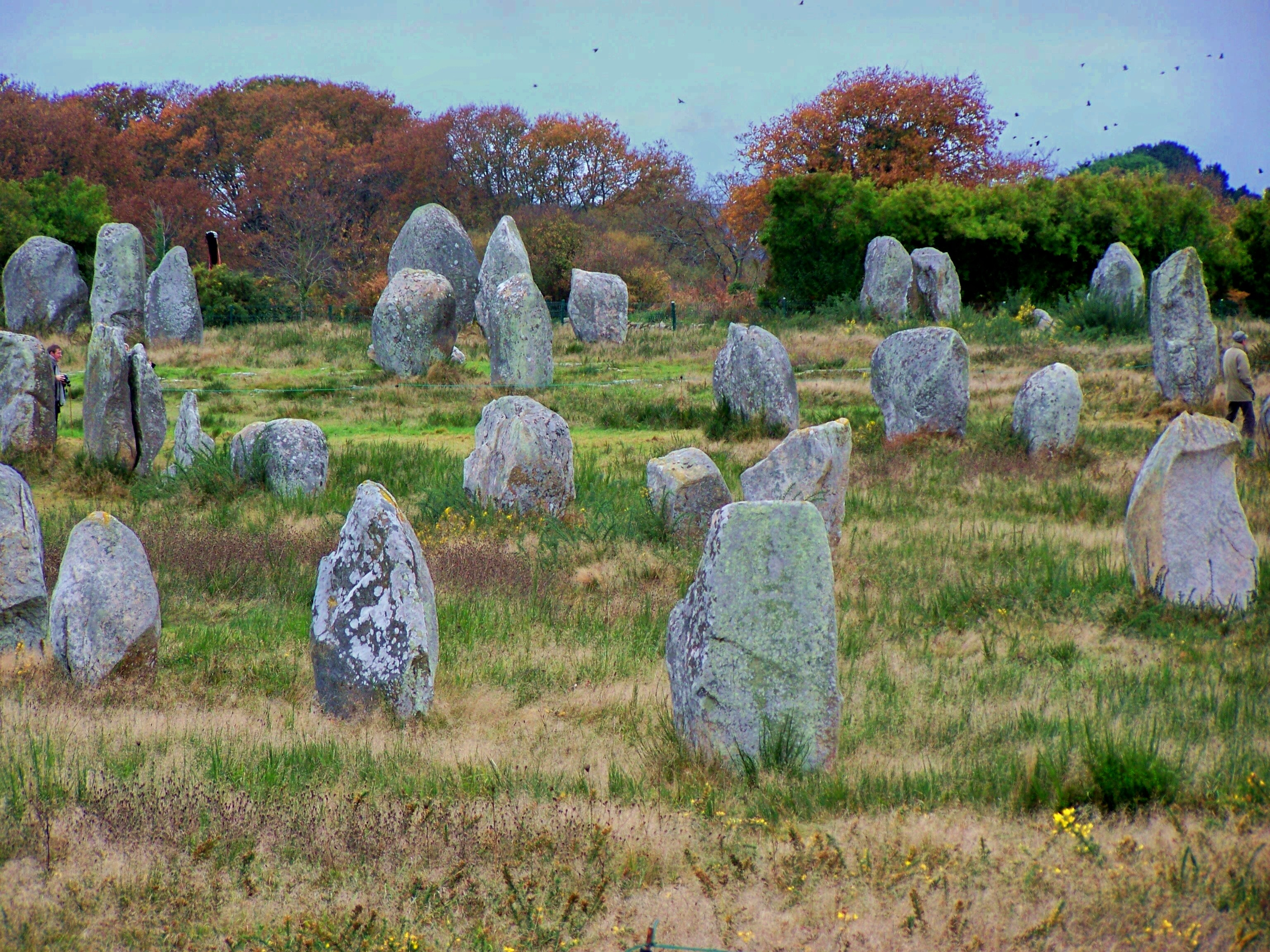
Кам'яні алеї Ле-Менек

Камені Карнаку — найстаровинніші мегаліти в Європі, призначення яких до сьогодні залишається загадкою. Знаходяться біля французького міста Карнак в Бретані.
Комплекс мегалітів складається з алеї менгірів, дольменів, курганів і окремих менгірів, охороняється як історична пам'ятка.

## Історія
Могильники і «Камені Карнаку» віками приваблювали тисячі відвідувачів.
Одна з найвідоміших теорій виникнення свідчить про те, що це був релігійний центр і камені встановлювалися древніми бретонцями-паломниками. Бретонці вірять, що це маг Мерлін перетворив на каміння солдатів римського легіону. За християнською версією таким собі злим чаклуном став папа Корнелій. Рятуючи своє життя, він перетворив на камінь воїнів-язичників, які переслідували його.
Існує повір'я, що це каміння має чарівну силу. Наприклад, воно здатне подарувати плодючість жінці за умови, що та проведе декілька ночей на кромлеху, вимащена воском, олією і медом.

## Дослідження
Вперше «Камені Карнаку» зацікавили дослідників у 20-х рр. XVIII ст.
Шотландець Джеймс Мілн у 1860-х роках першим почав досліджувати кам'яну цікавинку. У 1875 р. Мілн залучив до роботи, як асистента, хлопця на ім'я Закарі Ле Рузік, який вивчив археологію під час польових досліджень і незабаром став всесвітньо відомим фахівцем з мегалітів. Після смерті Мілна, в Карнаці було засновано музей для зберігання результатів досліджень і артефактів, директором якого став Ле Рузік.
У 1887 р. Е. де Клезю (H. de Cleuziou) припустив, що розташування кам'яних рядів пов'язане з положенням сонця під час сонцестояння.
Ще один відомий дослідник «Карнаку» Олександр Том опублікував декілька статей про те, що люди, які зводили ряди менгірів, відмінно розбиралися в астрономії. Він вважав, що камені було встановлено або для вивчення руху небесних тіл, або використовувалися як величезний астрономічний годинник.
Широко відомі роботи П'єра Меро, який 30 років присвятив польовим дослідженням мегалітів Карнаку.
Існує декілька загальних теорій щодо використання каменів як астрономічних обсерваторій подібних до Стоунхенджу. Відповідно до них масивний менгір біля містечка Локмаріаке був пов'язаний з композиціями в Карнаці.

## Алеї менгірів

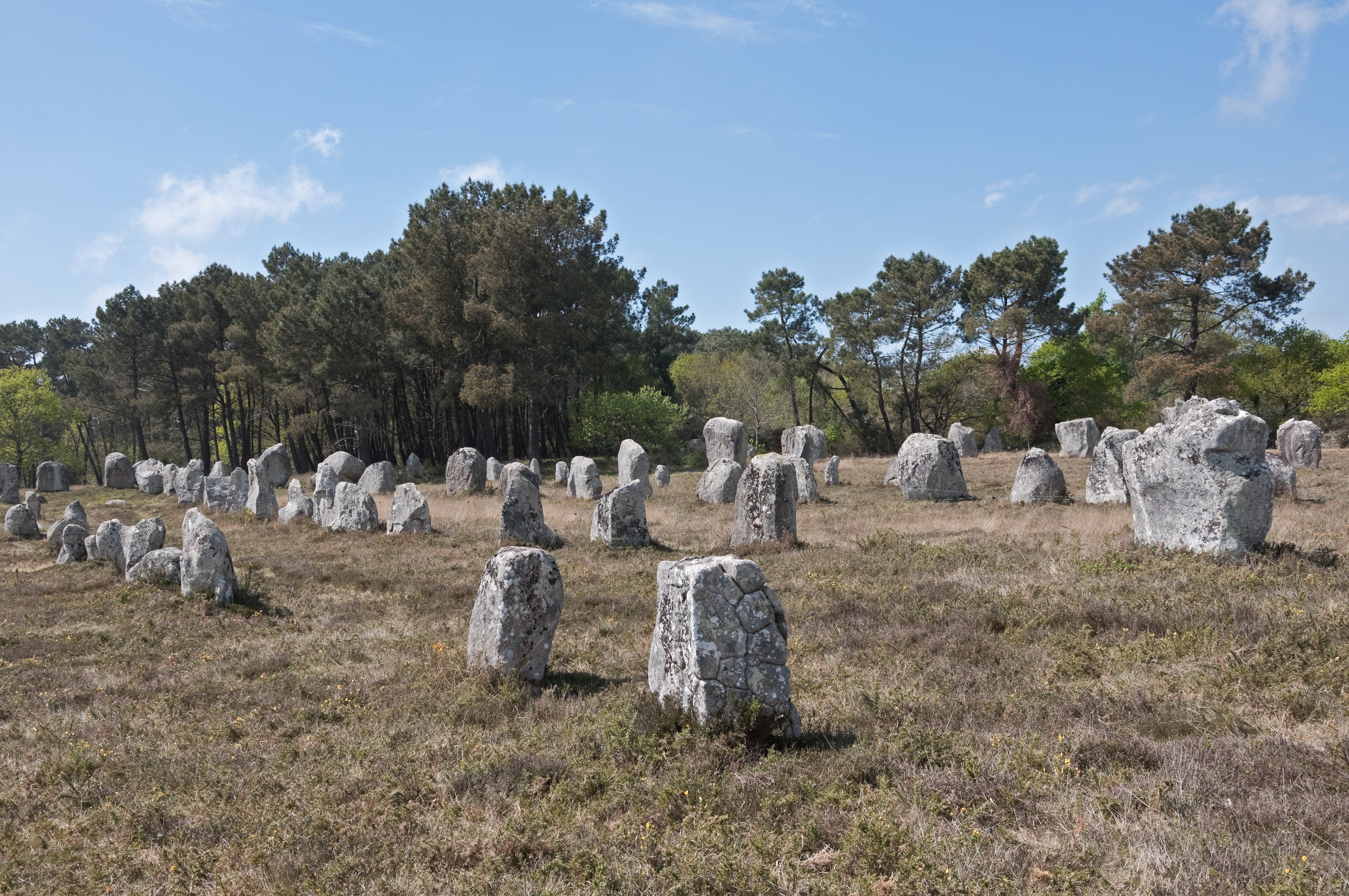
Алея менгірів Керлескан

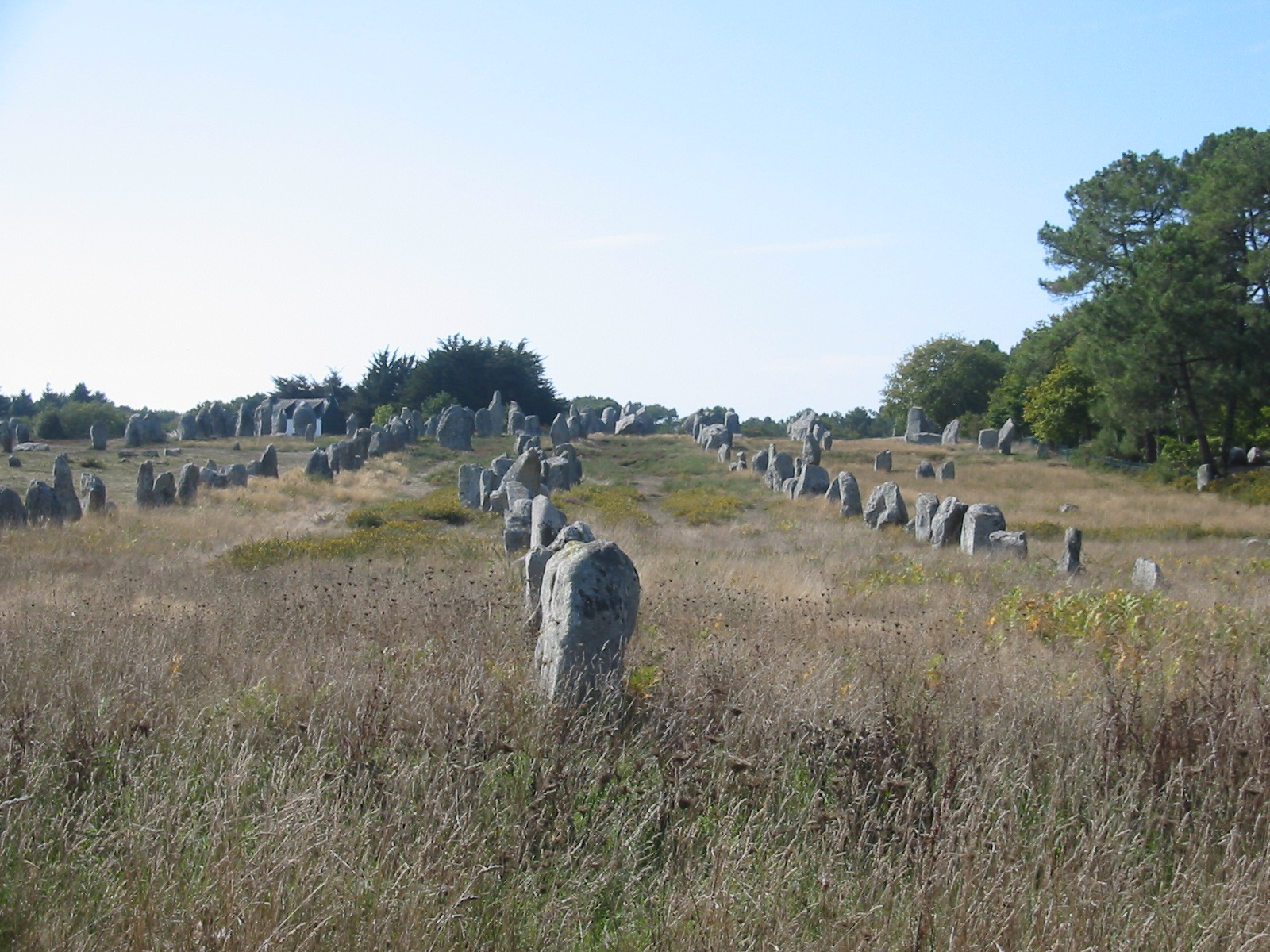
Алея менгірів Кемаріо

«Карнак» умовно поділяють на 3 великі групи менгірів:
- Ле-Менек;
- Кермаріо;
- Керлескан.

В минулому вони становили одне ціле, але згодом частина каменів була загублена, викрадена або використана для інших цілей.
«Ле-Менек» (Les alignements du Ménec)це 11 рядів менгірів, що розтягнулися на 1165 метрів. Ширина композиції становить 100 метрів. Найвищі камені досягають 4 метрів. Алея Менек починається на південному заході з кромлеха, який включає 71 вцілілий кам'яний блок. Деякі з цих блоків розташовані поміж будівлями містечка Менек.
Алея менгірів «Кермаріо»(L'alignement de Kermario et le Manio)ця алея найвідоміша і найпопулярніша у Карнаку — тут знаходяться найбільші менгіри. Кермаріо складається з 1029 каменів, побудованих в 10 рядів завдовжки близько 1300 метрів.
«Керлескан» (алея менгірів Керлескан і Малий Менек)група з 555 каменів, що розташована далі на схід від згаданих вище. Вона складається з 13 рядів загальною довжиною близько 800 метрів. Висота каменів- від 80 см до 4 метрів.
Алея «Малий Менек» (Petit-Ménec)знаходиться на сході від Керлескана. Вона заходить на територію комуни Ла-Трініте-сюр-Мер.

## Кургани
На території комплексу є також кілька земляних курганів, які виконували роль могил для заможних осіб.

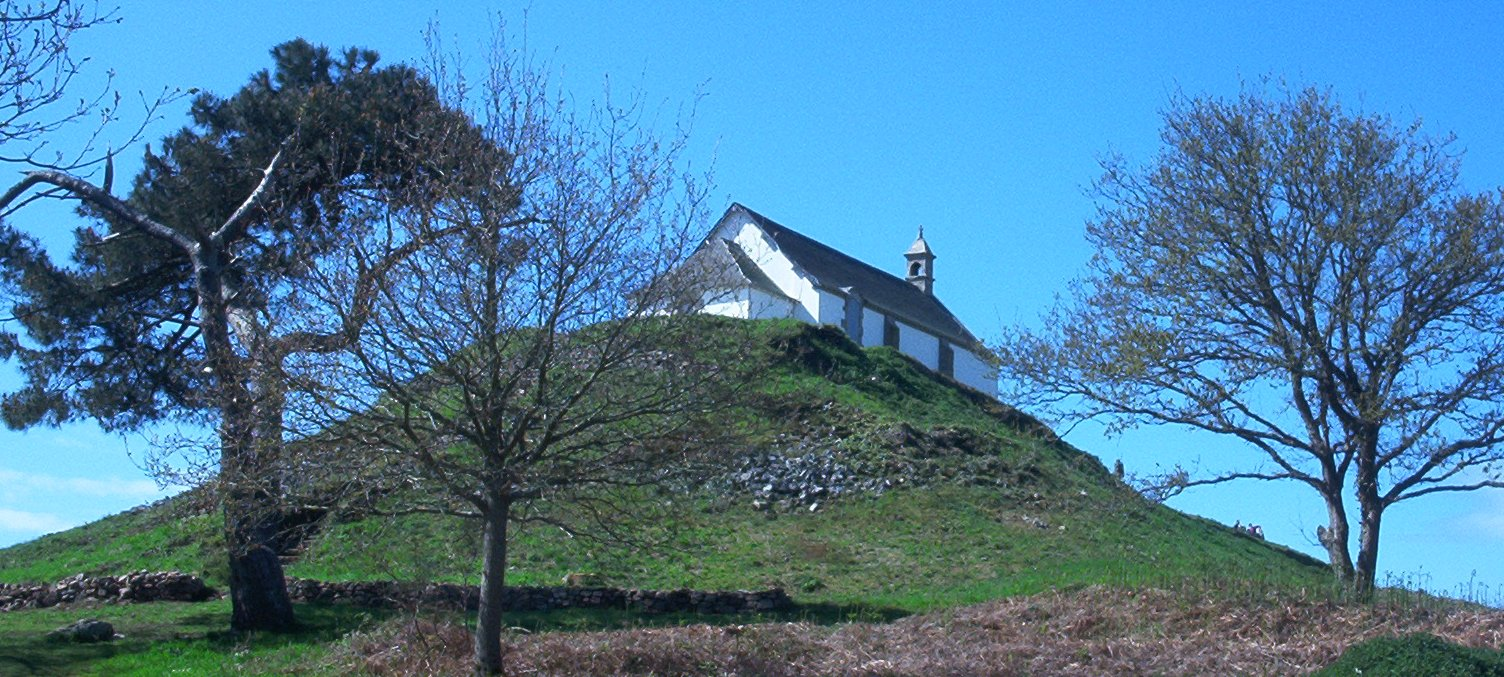
Курган Сен-Мішель

«Сен-Мішель» (Saint-Michel)курган «Сен-Мішель» був споруджений між 5000 і 3400 рр. до н. е. Його основа має розміри 125 на 60 метрів, заввишки 12 метрів. Об'єм цієї штучної споруди — близько 35,000 м³ (ґрунт і камені). Рене Галль у 1862 році почав досліджувати курган, між 1900 і 1907 роками розкопки продовжив З. Ле Рузік, при цьому була знайдена сама могила і безліч похоронних предметів: наприклад, різні прикраси і вироби з кераміки, більшість яких представлена в «Музеї древньої історії Карнаку»(Museum of Prehistory of Carnac).
«Мустуар»(Moustoir)відомий як «Ер-Мане»(Er Mané). Є гробницею завдовжки 85 м, шириною 35 метрів і заввишки 5 метрів. На західному краю розташований дольмен, а на східній — дві могили. Поруч знаходиться невеликий менгір висотою близько 3 метрів.

## Дольмени
На околицях розташований ряд дольменів, їх вважають стародавніми могилами. Дольмени побудовані з великих каменів, що підпирають один одного. З гори споруда засипана землею. Кожний з дольменів знаходиться на певній стадії руйнування.
«Er — Roc'h — Feutet»знаходиться на півночі, біля каплиці св. Магдалини. У дольмена повністю збереглися верхні камені перекриття.
«La Madelaine»великий дольмен висотою 12, шириною 5 метрів із зруйнованою верхньою 9-метровою плитою. Названий на честь діючої каплиці св. Магдалини.
«Kercado»дольмен, у якого зберігся кам'яний насип. Розташований на південь від алеї Кермаріо, має 20-35 м ширини, 5 метрів висоти і невеликий менгір згори. Колись він був оточений колом з дрібних менгірів. Головний прохід довжиною 6,5 метрів, веде у велику камеру, де було знайдено безліч предметів, зокрема, сокири, перлини, наконечники стріл та вироби з кераміки. Споруджено близько 4600 р. до н. е.
«Kermarquer'»розташований на невеликому пагорбі, має 2 окремі камери.
«Mané — Kerioned» («курган ельфів» або «грот Гріонек»)група з трьох дольменів з унікальним розташуванням. Над ними колись був курган. Взагалі, дольмени в групах розташовуються паралельно, ці ж розташовані підковою. Найбільший з дольменів — східний (завдовжки 11 метрів).
«Crucuno»«класичний» дольмен з важкого каменю, перекриття завдовжки близько 7,6 м. Вони спираються на камені-колони заввишки приблизно 1,8 м.

## Інші споруди
Manio чотиристороннєспочатку Manio був «tertre tumulus» (земляним курганом) з насипом посередині. Камені побудовані у формі великого прямокутника. Ширина східної сторони 10 м, західною — 7 м. Довжина 37 м.
Manio гігантськийпоряд з чотиристоронньою композицією знаходиться поодинокий масивний менгір, відомий як «Гігант». Заввишки понад 6,5 метрів, він був знову піднятий близько 1900 р. Закарі Ле Рузіком, і розташований поряд з Керлесканською композицією.

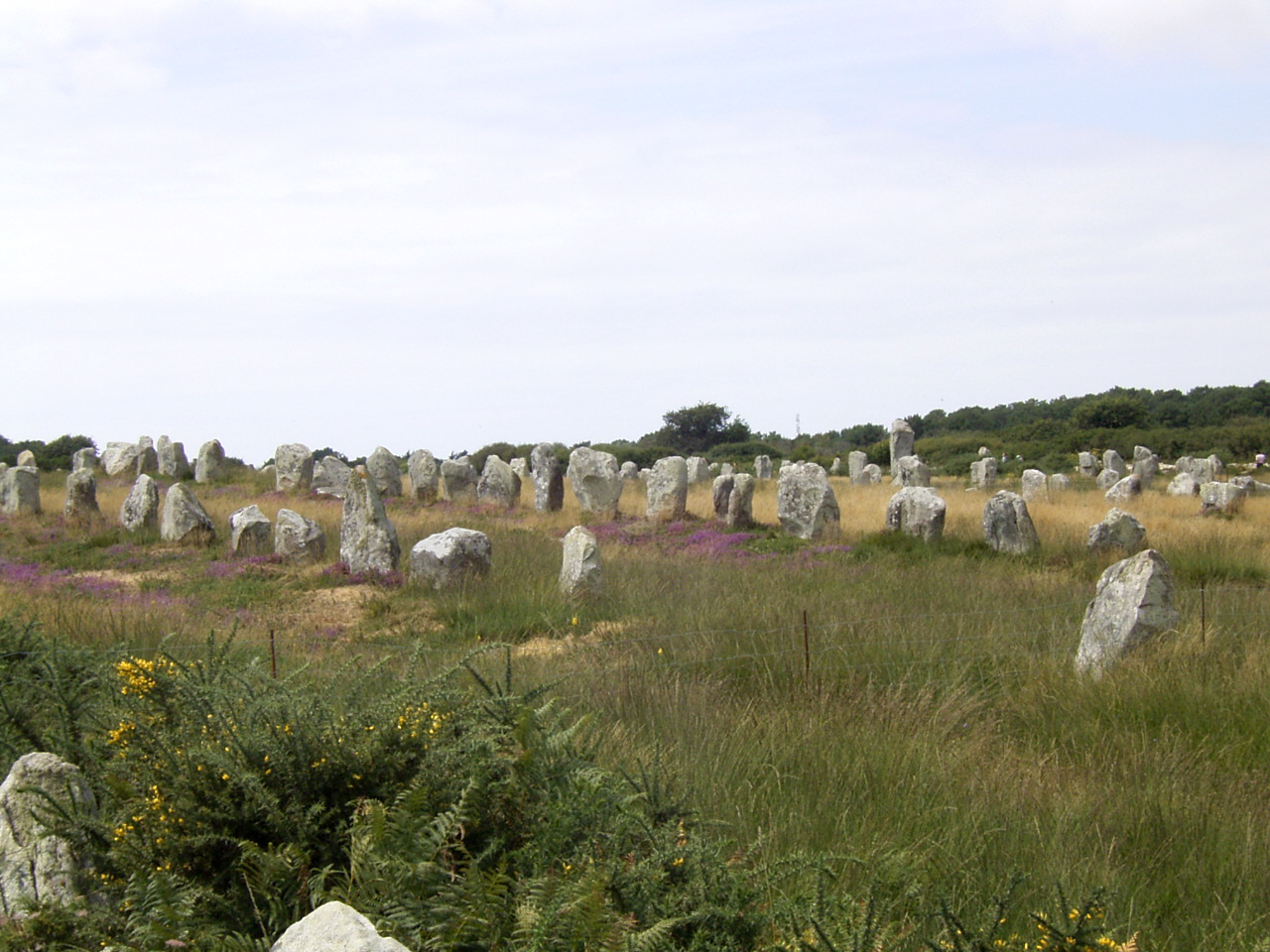
Carnac megalith alignment
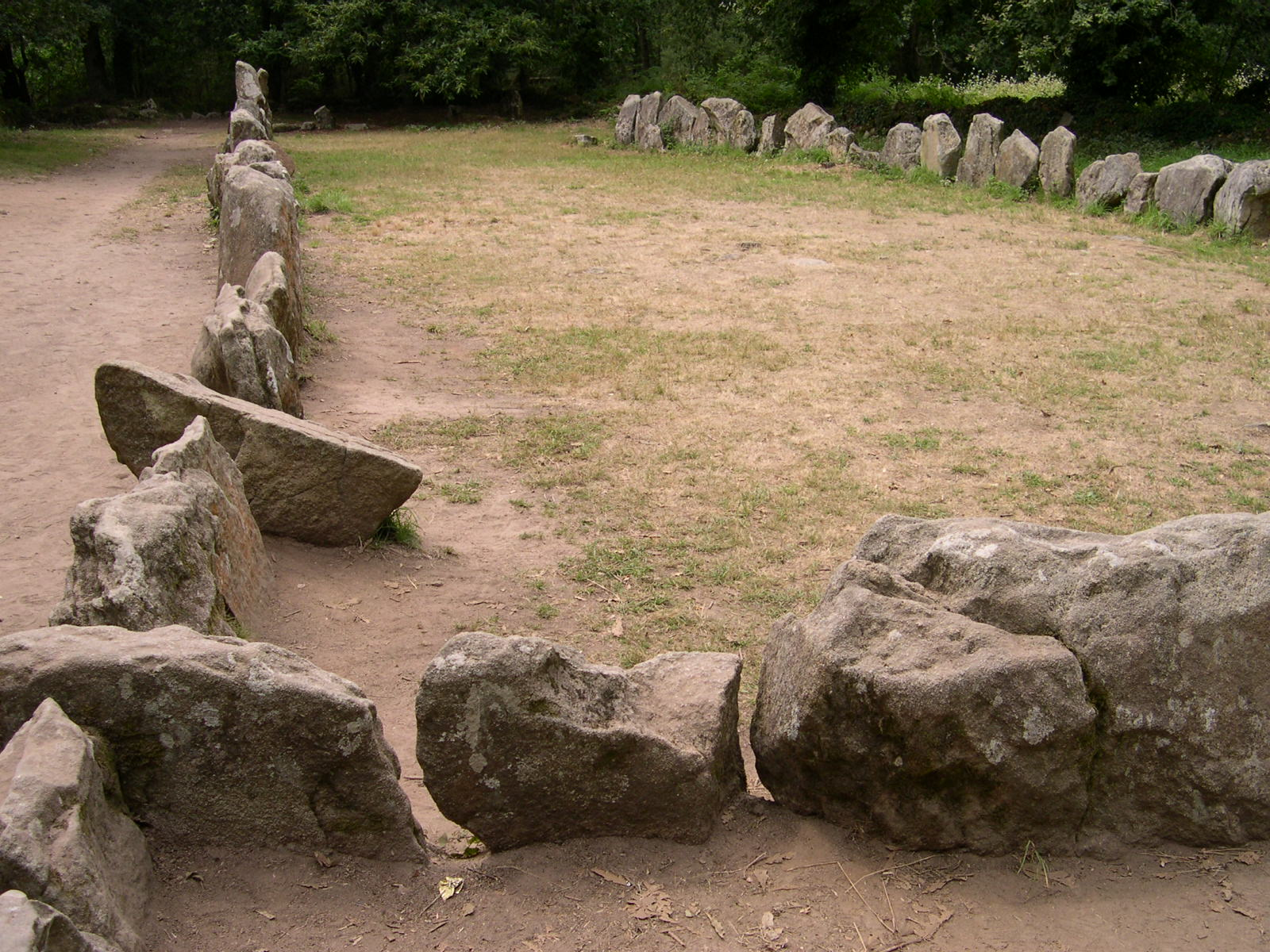
Manio чотиристороннє
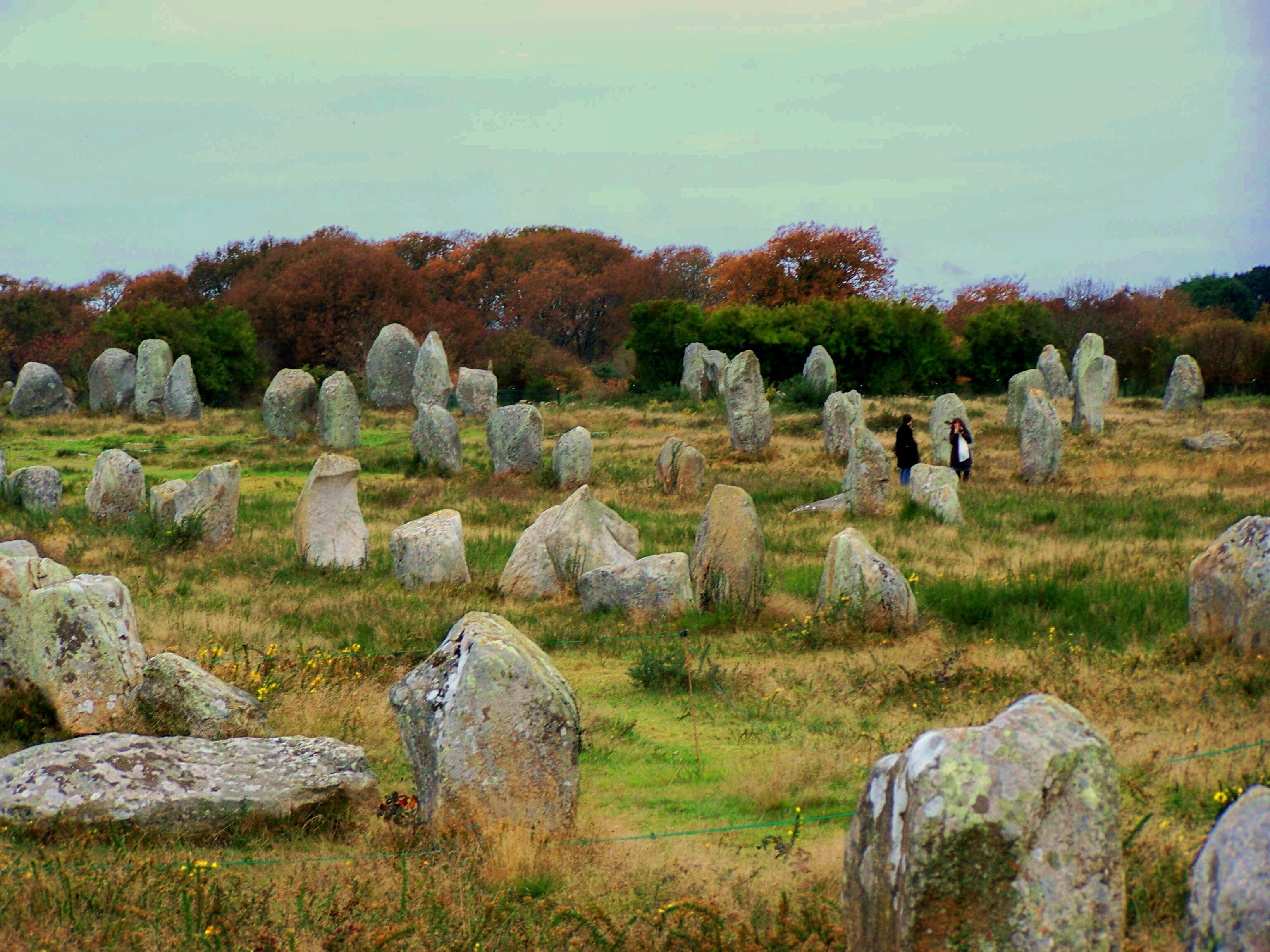
Алея менгірів Кермаріо
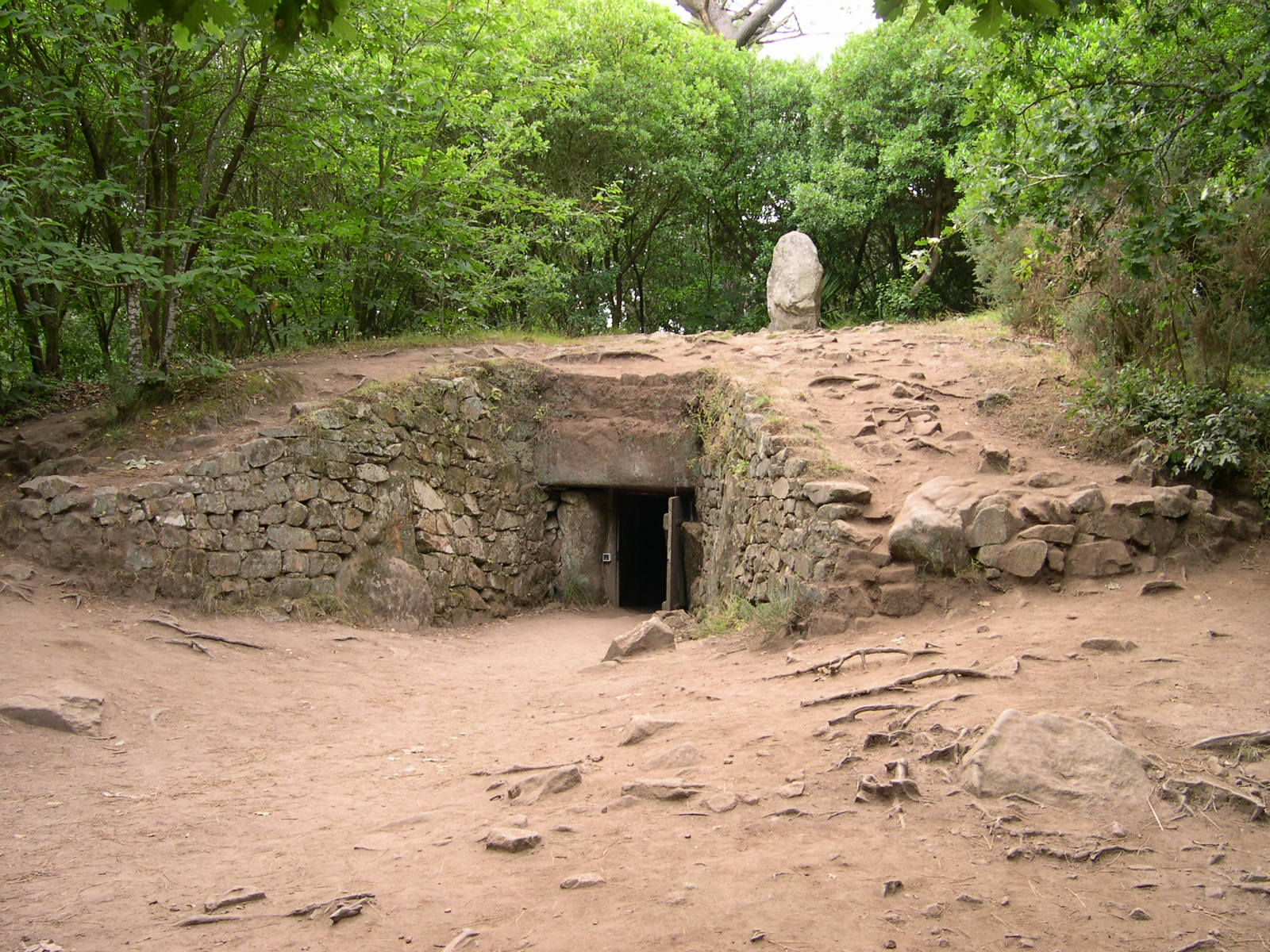
Дольмен Kercado

## Захист споруди
На початку ХХ ст. Франція оголосила «Камені Карнаку» державною власністю, щоб захистити їх від знищення добувачами будівельного каменю. Проте, з середини сторіччя розвиток сільського господарства і туризму в цій місцевості збільшив наплив відвідувачів і комплекс знову зазнав пошкоджень. У 1984 р. Міністерство культури і комунікації порушило питання збереження пам'ятників. Навколо комплексу було встановлено дротяну сітку, яка дозволяє відновлювати рослинність; дозволено тільки екскурсії, що організовані Центром національних пам'ятників. Ці заходи дозволяють уникнути руйнування менгірів унаслідок витоптування місцевості відвідувачами. Останніми роками керівництво комплексу також дозволило випас овець навколо мегалітів, щоб попередити розростання бур'янів.

## Менгірленд
У 1991 році з'явився проект будівництва торгово-розважальної зони навколо комплексу «Карнак». Однак, ця ідея економічної експлуатації історичної місцевості зазнала сильного опору з боку місцевих жителів. Відбулися сутички між активістами захисту мегалітів та жандармерією. У 2003 р. міністр культури Жан-Жак Елагон офіційно визнав проект незаконним.

## Подібні пам'ятники
Подібні пам'ятники є в Багатьох країнах Європи:
- Вірменії (Зорац Карер),
- Великій Британії (найвідоміший — Стоунхендж),
- Німеччині (Альтендорф, Голленштайн, Кальденський дольмен, Лора, Цюшенська гробниця, Шпелленштайн),
- Греції (Гробниця Атрея),
- Ірландії,
- Іспанії,
- Італії,
- Сардинії,
- Мальті,
- Португалії,
- Росії  (Гром-камінь, Мегаліти на острові Віра, Мегалітичний комплекс в селі Кривандіно Шатурського району Московської обл.),
- Україні (Межові камені, Кам'яна Могила,  Мергелева гряда).